# Пролетарське (Гусєвський район)
Пролетарське (рос. Пролетарское) — селище Гусєвського району, Калінінградської області Росії. Входить до складу Маяковського сільського поселення.
Населення —  1 особа (2015 рік). 

## Населення
| 2002 | 2010 |
| ---- | ---- |
| 6    | ↘1   |